# Diplazium densisquamatum
Diplazium densisquamatum är en majbräkenväxtart som beskrevs av Praptosuwiryo.
Diplazium densisquamatum ingår i släktet Diplazium och familjen Athyriaceae. Inga underarter finns listade i Catalogue of Life.